# Phoroncidia
Genre
Synonymes
- Tricantha Simon, 1864
- Trithena Simon, 1867
- Oronota Simon, 1871
- Ulesanis L. Koch, 1872
- Oroodes Simon, 1873
- Sudabe Karsch, 1879
- Wibrada Keyserling, 1886

Phoroncidia est un genre d'araignées aranéomorphes de la famille des Theridiidae.

## Distribution
Les espèces de ce genre se rencontrent en Amérique, en Océanie, en Asie, en Afrique et en Europe.

## Liste des espèces
Selon World Spider Catalog (version 24, 24/03/2023) :
- Phoroncidia aciculata Thorell, 1877
- Phoroncidia aculeata Westwood, 1835
- Phoroncidia alishanensis Chen, 1990
- Phoroncidia altiventris Yoshida, 1985
- Phoroncidia alveolata (Simon, 1903)
- Phoroncidia ambatolahy Kariko, 2014
- Phoroncidia americana (Emerton, 1882)
- Phoroncidia argoides (Doleschall, 1857)
- Phoroncidia aurata O. Pickard-Cambridge, 1877
- Phoroncidia bifrons (Simon, 1895)
- Phoroncidia biocellata (Simon, 1893)
- Phoroncidia bukolana Barrion & Litsinger, 1995
- Phoroncidia capensis (Simon, 1895)
- Phoroncidia chelys (L. Koch, 1872)
- Phoroncidia concave Yin & Xu, 2012
- Phoroncidia coracina (Simon, 1899)
- Phoroncidia cribrata (Simon, 1893)
- Phoroncidia crustula Zhu, 1998
- Phoroncidia cygnea (Hickman, 1951)
- Phoroncidia dino Vanuytven, 2022
- Phoroncidia eburnea (Simon, 1895)
- Phoroncidia ellenbergeri Berland, 1913
- Phoroncidia escalerai (Simon, 1903)
- Phoroncidia flavolimbata (Simon, 1893)
- Phoroncidia floripara Gao & Li, 2014
- Phoroncidia fumosa (Nicolet, 1849)
- Phoroncidia gayi (Nicolet, 1849)
- Phoroncidia gira Levi, 1964
- Phoroncidia hankiewiczi (Kulczyński, 1911)
- Phoroncidia hexacantha Thorell, 1890
- Phoroncidia jacobsoni (Reimoser, 1925)
- Phoroncidia kibonotensis (Tullgren, 1910)
- Phoroncidia levii Chrysanthus, 1963
- Phoroncidia longiceps (Keyserling, 1886)
- Phoroncidia lygeana (Walckenaer, 1841)
- Phoroncidia maindroni (Simon, 1905)
- Phoroncidia minlangi Lin & Li, 2023
- Phoroncidia minuta (Spassky, 1932)
- Phoroncidia moyobamba Levi, 1964
- Phoroncidia musiva (Simon, 1880)
- Phoroncidia nasuta (O. Pickard-Cambridge, 1873)
- Phoroncidia nicoleti (Roewer, 1942)
- Phoroncidia nicoleti Levi, 1964
- Phoroncidia oahuensis (Simon, 1900)
- Phoroncidia paradoxa (Lucas, 1846)
- Phoroncidia pennata (Nicolet, 1849)
- Phoroncidia personata (L. Koch, 1872)
- Phoroncidia pilula (Karsch, 1879)
- Phoroncidia pilula (Simon, 1895)
- Phoroncidia piratini Rodrigues & Marques, 2010
- Phoroncidia pukeiwa (Marples, 1955)
- Phoroncidia puketoru (Marples, 1955)
- Phoroncidia puyehue Levi, 1967
- Phoroncidia quadrata (O. Pickard-Cambridge, 1880)
- Phoroncidia ravot Levi, 1964
- Phoroncidia reimoseri Levi, 1964
- Phoroncidia roseleviorum Kariko, 2014
- Phoroncidia rotunda (Keyserling, 1890)
- Phoroncidia rubens Thorell, 1899
- Phoroncidia rubroargentea Berland, 1913
- Phoroncidia rubromaculata (Keyserling, 1886)
- Phoroncidia ryukyuensis Yoshida, 1979
- Phoroncidia saboya Levi, 1964
- Phoroncidia scutellata (Taczanowski, 1879)
- Phoroncidia scutula (Nicolet, 1849)
- Phoroncidia septemaculeata O. Pickard-Cambridge, 1873
- Phoroncidia sextuberculata (Keyserling, 1890)
- Phoroncidia sjostedti Tullgren, 1910
- Phoroncidia spissa (Nicolet, 1849)
- Phoroncidia splendida Thorell, 1899
- Phoroncidia studo Levi, 1964
- Phoroncidia testudo (O. Pickard-Cambridge, 1873)
- Phoroncidia thwaitesi O. Pickard-Cambridge, 1869
- Phoroncidia tina Levi, 1964
- Phoroncidia tricuspidata (Blackwall, 1863)
- Phoroncidia trituberculata (Hickman, 1951)
- Phoroncidia triunfo Levi, 1964
- Phoroncidia truncatula (Strand, 1909)
- Phoroncidia umbrosa (Nicolet, 1849)
- Phoroncidia variabilis (Nicolet, 1849)
- Phoroncidia vatoharanana Kariko, 2014
- Phoroncidia wrightae Kariko, 2014

Selon World Spider Catalog (version 23.5, 2023) :
- † Phoroncidia antecessor (Wunderlich, 2008)
- † Phoroncidia frontprocera (Wunderlich, 2008)
- † Phoroncidia longicymbium (Wunderlich, 2008)
- † Phoroncidia ovalis (Wunderlich, 2008)
- † Phoroncidia parva (Wunderlich, 2008)

## Systématique et taxinomie
Ce genre a été décrit par Westwood en 1835.
Oronota, Oroodes, Sudabe, Tricantha, Trithena et Ulesanis ont été placés en synonymie par Levi et Levi en 1962.
Wibrada a été placé en synonymie par Levi en 1964.

## Publication originale
- Westwood, 1835 : « Insectorum arachnoidum que novorum decades duo. » The Zoological Journal, vol. 5, p. 440-453 (texte intégral).